# Igreja do Espírito Santo (Caldas da Rainha)
A Igreja do Espírito Santo, também referida como Ermida do Espírito Santo, localiza-se no largo João de Deus, na atual freguesia de Nossa Senhora do Pópulo, Coto e São Gregório, na cidade e no Município de Caldas da Rainha, Distrito de Leiria, em Portugal.
Está classificada como Imóvel de Interesse Público desde 1984.

## História
Próxima à Igreja do Pópulo e ao Hospital Termal, foi construída no século XVI, em 1550, e reconstruída no século XVIII.
Atualmente encontra-se encerrada ao público, podendo ser visitada mediante solicitação ao Director do Centro Hospitalar das Caldas da Rainha (CHCR).

## Características
A sua arquitetura combina os estilos maneirista e barroco. Trata-se de uma capela de grandes dimensões com planta longitudinal de nave única, coberta por teto de madeira, e capela-mor abobadada.
Destaca-se na sua fachada o escudo da Ordem Terceira de São Francisco.
Em seu interior destaca-se o conjunto de retábulos do século XVI, de autoria de Diogo Teixeira.